# Knud Hee Lindhardt
Knud Hee Lindhardt (født 21. januar 1898 på Sasmosegård, Jyderup, død 31. december 1963) var en dansk officer.

## Biografi
Han var søn af dyrlæge Axel Lindhardt (1847-1905) og hustru Marie født Andersen (død 1925) og sønnesøn af Bendt Lindhardt, blev tømrersvend 1917 og bygningskonstruktør fra Odense Tekniske Skoles dagskole) 1920. Dernæst gik han officersvejen, blev sekondløjtnant i Ingeniørtropperne 1923, premierløjtnant i artilleriet 1926, gennemførte Hærens Officersskoles våbentekniske kursus 1929-32, blev kaptajnløjtnant i artilleriet 1935, fuldmægtig i Krigsministeriet 1936-38, kaptajn i artilleriet 1938, kontorchef i Krigsministeriet 1945, afdelingschef og oberstløjtnant 1946, afdelingschef i det nyoprettede Forsvarsministeriums 2. afdeling 1950, oberst 1952 og slutteligt generalmajor 1954.
Lindhardt var medlem af bestyrelsen for Københavns Officersforening 1932-46, formand for Krigsministeriets Erstatningsudvalg af 1945 og for Hærens Uniformskommission af 1945, medlem af det militære produktions-og forsyningsråd i London 1949, medlem af forretningsudvalget i Forsvarets Materielnævn 1953 og af forskellige ministerielle udvalg og kommissioner. Tildelt De Danske Skytte-, Gymnastik- og Idrætsforeningers hæderstegn. Han kom i bestyrelsen for Wejra 1963, men døde samme år. Han var Kommandør af Dannebrogordenen, Dannebrogsmand, bar Hæderstegnet for god tjeneste ved Hæren samt Sværdordenen.
Lindhardt blev gift 4. januar 1936 med Kirsten Tryde Vendel (født 1. september 1908 i København, død 29. januar 2004), datter af fabrikant, cand. pharm. Christian Vendel (død 1924) og hustru Cecilia født Tryde (død 1931).
Han er begravet på Frederiksberg Ældre Kirkegård.